# Lista de episódios de Irmão do Jorel
Esta é uma lista de episódios da série original do Cartoon Network, Irmão do Jorel.

## Resumo
Esta é a primeira animação original do Cartoon Network feita no Brasil e na América Latina. Ela a princípio iria estrear em 2013 com apenas 13 episódios, porém, sua estreia foi adiada para o ano seguinte completando uma temporada de 26 episódios. Sua estreia ocorreu no dia 22 de setembro de 2014.
| Temporada | Temporada | Episódios | Exibição original       | Exibição original      |
| Temporada | Temporada | Episódios | Estreia de temporada    | Final de temporada     |
| --------- | --------- | --------- | ----------------------- | ---------------------- |
|           | 1         | 26        | 22 de setembro de 2014  | 16 de novembro de 2015 |
|           | 2         | 26        | 10 de outubro de 2016   | 2 de outubro de 2017   |
|           | 3         | 26        | 16 de julho de 2018     | 24 de junho de 2019    |
|           | 4         | 26        | 2 de abril de 2021      | 27 de janeiro de 2022  |
|           | 5         | 23        | 18 de outubro de 2024   | 16 de maio de 2025     |
|           | Especiais | 6         | 25 de fevereiro de 2022 | 22 de setembro de 2024 |

## Episódios

### 1ª Temporada (2014-2015)
| Episódio (série) | Episódio (temp.) | Título                                      | Escrito por                                                                      | Storyboards por                                                                                           | Exibição original       |
| --- | ---------------- | ------------------------------------------- | -------------------------------------------------------------------------------- | --- | ----------------------- |
| 1 | 1                | "O Fenomenal Capacete Com Rodinhas"         | Juliano Enrico & Caíto Mainier                                                   | William Lages                                                                                             | 22 de setembro de 2014  |
| Irmão do Jorel tenta provar a Seu Edson e Danuza que ele pode andar numa bicicleta sem rodinhas, contanto que use rodinhas no capacete. |                  |                                             |                                                                                  | |                         |
| 2 | 2                | "Gangorras da Revolução"                    | Daniel Furlan & Juliano Enrico                                                   | Rodrigo Soldado, William Lages de Sousa, & Gabriel De Moura                                               | 29 de setembro de 2014  |
| Depois de ouvir uma história de Edson sobre a revolução, Irmão do Jorel tem que passar um dia inteiro na escola sem estragar o seu Short Camuflado Série Especial Steve Magal.                                                                                                 |                  |                                             |                                                                                  | |                         |
| 3 | 3                | "Clube da Luta Livre"                       | Daniel Furlan & Juliano Enrico                                                   | Israel Oliveira dos Santos                                                                                | 6 de outubro de 2014    |
| Irmão do Jorel entra em um Clube de Luta Livre para recuperar o refrigerante Sprok Maçã da Vovó Gigi. |                  |                                             |                                                                                  | |                         |
| 4 | 4                | "Não Tenha Medo do Seu Medo"                | Caito Mainier                                                                    | Israel Oliveira dos Santos                                                                                | 13 de outubro de 2014   |
| Irmão do Jorel acha que está sendo observado por patos depois de ter pesadelos. |                  |                                             |                                                                                  | |                         |
| 5 | 5                | "Jornal do Quintal"                         | Arnaldo Branco                                                                   | William Lages                                                                                             | 20 de outubro de 2014   |
| Irmão do Jorel decide criar uma reportagem em video apresentando sua família como o trabalho da escola. |                  |                                             |                                                                                  | |                         |
| 6 | 6                | "O Mistério dos Bilhetinhos Ultra-Secretos" | Daniel Furlan & Juliano Enrico                                                   | Gabriel de Moura & William Lages                                                                          | 3 de novembro de 2014   |
| Irmão do Jorel tem um interesse amoroso secreto pela garota da escola Ana Catarina, então ele resolve bisbilhotar um dos bilhetes dela para saber se ela tem alguma informação de amor a respeito sobre ele.                                                                   |                  |                                             |                                                                                  | |                         |
| 7 | 7                | "A Perigosa Lambada Brutal"                 | Juliano Enrico & Valentina Castello Branco                                       | William Lages                                                                                             | 10 de novembro de 2014  |
| Irmão do Jorel tenta mostrar na peça da escola, o seu grande talento pela dança. |                  |                                             |                                                                                  | |                         |
| 8 | 8                | "A História Sem Começo, Meio e Fim"         | Juliano Enrico & Daniel Furlan                                                   | Gabriel De Moura & William Lages                                                                          | 17 de novembro de 2014  |
| Como Irmão do Jorel não se lembra do seu nascimento, ele decide fugir de sua casa e se une a seu cachorro pulguento Tosh em uma jornada mística á procura de conhecimento. |                  |                                             |                                                                                  | |                         |
| 9 | 9                | "Expressividade Máxima"                     | Juliano Enrico, Daniel Furlan, Valentina Castello Branco & Victor Gaspari Canela | Israel Oliveira dos Santos & William Lages                                                                | 12 de janeiro de 2015   |
| Irmão do Jorel faz um vídeo para fazer parte de um filme com seu astro de cinema favorito, Steve Magal. |                  |                                             |                                                                                  | |                         |
| 10 | 10               | "O Terrível Ataque dos Piolhos Mutantes"    | Juliano Enrico & Valentina Castello Branco                                       | Israel Oliveira dos Santos & William Lages                                                                | 19 de janeiro de 2015   |
| Irmão do Jorel volta para casa com piolhos, e a família inteira resolve livrá-lo dessa situação. |                  |                                             |                                                                                  | |                         |
| 11 | 11               | "Natureza Totalmente Selvagem"              | Daniel Furlan & Juliano Enrico                                                   | Israel Oliveira dos Santos & William Lages                                                                | 26 de janeiro de 2015   |
| Irmão do Jorel vai com sua família para um parque aquático da natureza, enquanto sua casa está sendo dedetizada contra os insetos. |                  |                                             |                                                                                  | |                         |
| 12 | 12               | "Jornada Matinal Implacável"                | Arnaldo Branco & Juliano Enrico                                                  | Israel Oliveira dos Santos & William Lages                                                                | 2 de fevereiro de 2015  |
| Irmão do Jorel deve se apressar para chegar a tempo de seu primeiro dia de aula na escola. |                  |                                             |                                                                                  | |                         |
| 13 | 13               | "Aterrorizante Vida Adulta"                 | Vini Wolf & Juliano Enrico                                                       | Israel Oliveira dos Santos & William Lages                                                                | 9 de fevereiro de 2015  |
| Depois que ocorre um desastre no aniversário do Irmão do Jorel, ele e Lara se transformam em pessoas adultas. |                  |                                             |                                                                                  | |                         |
| 14 | 14               | "Caneta de 250 Cores"                       | Daniel Furlan & Juliano Enrico                                                   | Gabriel De Moura & William Lages                                                                          | 16 de fevereiro de 2015 |
| Irmão do Jorel compete com William Shostners para conseguir uma caneta de 250 cores coloridas para dar de presente para a Ana Catarina. |                  |                                             |                                                                                  | |                         |
| 15 | 15               | "Embarque Nessa Onda"                       | Juliano Enrico & Caíto Mainier                                                   | Israel Oliveira dos Santos & William Lages                                                                | 23 de fevereiro de 2015 |
| Irmão do Jorel tenta ficar acordado até tarde para assistir a um novo programa de TV chamado "Microwave Warriors". |                  |                                             |                                                                                  | |                         |
| 16 | 16               | "Profissão: Palhaço"                        | Arnaldo Branco & Juliano Enrico                                                  | Israel Oliveira dos Santos & William Lages                                                                | 2 de março de 2015      |
| Irmão do Jorel é matriculado numa escola de palhaços e tenta escapar. |                  |                                             |                                                                                  | |                         |
| 17 | 17               | "Uma Odisseia no Espaço Recreativo"         | Juliano Enrico                                                                   | Tico Bolpas, Diego Lacerda, Flávia Guttler, João Cordoletto & Douglas Azevedo                             | 7 de setembro de 2015   |
| Irmão do Jorel atravessa um universo espacial paralelo através do milagroso mundo da imaginação. |                  |                                             |                                                                                  | |                         |
| 18 | 18               | "Os Caçadores da Figurinha Perdida"         | Arnaldo Branco & Juliano Enrico                                                  | Michele Massagli                                                                                          | 14 de setembro de 2015  |
| Irmão do Jorel precisa completar seu álbum de figurinhas. |                  |                                             |                                                                                  | |                         |
| 19 | 19               | "Gincana Mortal"                            | Daniel Furlan & Juliano Enrico                                                   | Israel Oliveira dos Santos & William Lages                                                                | 21 de setembro de 2015  |
| Irmão do Jorel e Jorel unem forças para participar da gincana anual da Escola Pônei Encantado e vencer um inimigo em comum: Shostners e Irmão do Shostners. |                  |                                             |                                                                                  | |                         |
| 20 | 20               | "Ilha Doideira"                             | Vini Wolf & Juliano Enrico                                                       | Israel Oliveira dos Santos & William Lages                                                                | 28 de setembro de 2015  |
| A família de Irmão do Jorel embarca numa viagem patrocinada pela Shostners & Shostners ao redor do mundo, só que ela não sai como o esperado. |                  |                                             |                                                                                  | |                         |
| 21 | 21               | "Os Incríveis Lateenagers"                  | Arnaldo Branco & Juliano Enrico                                                  | Israel Oliveira dos Santos & William Lages                                                                | 5 de outubro de 2015    |
| Irmão do Jorel decide ajudar o seu pai na apresentação da banda "Cuecas em Chamas" durante um espetáculo ao vivo. |                  |                                             |                                                                                  | |                         |
| 22 | 22               | "A Lenda da Mulher de Algodão"              | Valentina Castello Branco & Juliano Enrico                                       | Ivan Freire                                                                                               | 12 de outubro de 2015   |
| Irmão do Jorel chega na escola com todos desmentindo a Lenda da Mulher de Algodão que assombra o banheiro. |                  |                                             |                                                                                  | |                         |
| 23 | 23               | "Família á Deriva"                          | Daniel Furlan & Juliano Enrico                                                   | Gabriel De Moura & William Lages                                                                          | 19 de outubro de 2015   |
| Irmão do Jorel e sua família fazem uma viagem para a praia. |                  |                                             |                                                                                  | |                         |
| 24 | 24               | "O Pequeno Mestre do Gi Gitsu"              | Juliano Enrico & David Benincá                                                   | Israel Oliveira dos Santos & William Lages                                                                | 2 de novembro de 2015   |
| Irmão do Jorel volta para a casa com seu olho roxo e Vovó Gigi decide lhe ensinar algumas lições de artes marciais, para assim, poder se defender da valentona da escola, Samantha, e sair sem nenhum ferimento brutal. Este episódio foi baseado no piloto original da série. |                  |                                             |                                                                                  | |                         |
| 25 | 25               | "Fúria e Poder Sobre Rodas"                 | Juliano Enrico & Valentina Castello Branco                                       | Israel Oliveira dos Santos & William Lages                                                                | 9 de novembro de 2015   |
| Irmão do Jorel fica com inveja de Lara quando ela se torna parte de um time de patinadoras femininas. |                  |                                             |                                                                                  | |                         |
| 26 | 26               | "Meu Segundo Amor"                          | Juliano Enrico, Daniel Furlan & Zé Brandão                                       | Douglas Azevedo, Rodrigo Soldado, Breno Guerreiro, Marcos Vinicios, Tico Bolpas, Luan Hilton & Pedro Ryan | 16 de novembro de 2015  |
| Irmão do Jorel precisa de uma menina para se tornar o seu par na festa junina da escola e ele está disposto a se declarar para a Ana Catarina. |                  |                                             |                                                                                  | |                         |

### 2ª Temporada (2016-2017)
Em 8 de dezembro de 2015, a série foi renovada para uma segunda temporada anunciada pelo Cartoon Network, que teve a sua estreia no dia 10 de outubro de 2016 e contou com novos traços visuais para cada personagem.
| Episódio (série) | Episódio (temp.) | Título                                  | Escrito por                                               | Storyboards por                      | Exibição original      |
| --- | ---------------- | --------------------------------------- | --------------------------------------------------------- | ------------------------------------ | ---------------------- |
| 27 | 1                | "Carlos Felino: Conselheiro Amoroso"    | Juliano Enrico, Daniel Furlan & Vini Wolf                 | Vini Wolf                            | 10 de outubro de 2016  |
| Carlos Felino dá conselhos amorosos ao Irmão do Jorel para ele poder se relacionar com a Ana Catarina. |                  |                                         |                                                           |                                      |                        |
| 28 | 2                | "Fluffy, O Golfinho Assassino"          | Juliano Enrico, Caíto Mainier & Daniel Furlan             | Israel Oliveira                      | 17 de outubro de 2016  |
| Irmão do Jorel descobre que a profissão de seu pai é de um jornalista que procura por animais perigosos, e juntos, eles fazem uma viagem para encontrarem um golfinho que está aterrorizando toda a cidade. |                  |                                         |                                                           |                                      |                        |
| 29 | 3                | "Shostners Shopping"                    | Raul Chequer, Daniel Furlan & Juliano Enrico              | Vini Wolf                            | 24 de outubro de 2016  |
| Depois da Vovó Juju ignorar as preferências do Irmão do Jorel sobre comprar roupas novas para ficar descolado na festa de aniversário da Ana Catarina, ele pega uma escada rolante gigantesca que faz ele subir para o topo do novo, faraônico e inaugurado Shostners Shopping e ele, sem querer, acaba se perdendo da sua avó. Irmão do Jorel deve arrumar uma maneira de descer e reencontrar a sua querida e carinhosa Vovó Juju, ultrapassando vários obstáculos pelo caminho até o retorno da escada rolante. |                  |                                         |                                                           |                                      |                        |
| 30 | 4                | "Consequência ou Consequência?"         | Valentina Castello Branco, Daniel Furlan & Juliano Enrico | Rodolpho Valdetaro                   | 7 de novembro de 2016  |
| Irmão do Jorel tenta conquistar o coração da Ana Catarina na festa de aniversário dela com poesias, mas antes, ele precisa se desfazer de seu aparelho. |                  |                                         |                                                           |                                      |                        |
| 31 | 5                | "Através do Guarda-Roupa"               | David Benincá, Daniel Furlan & Juliano Enrico             | William Lages                        | 14 de novembro de 2016 |
| Irmão do Jorel dorme no guarda-roupa do quarto e descobre um mundo gigantesco de roupas dentro dele. |                  |                                         |                                                           |                                      |                        |
| 32 | 6                | "Excursão Alucinante Sem Freio"         | Juliano Enrico, Caíto Mainier & Daniel Furlan             | Demian Costa                         | 21 de novembro de 2016 |
| Irmão do Jorel perde o ônibus da excursão e sua mãe, Danuza, o ajuda a pegá-lo no momento correto. |                  |                                         |                                                           |                                      |                        |
| 33 | 7                | "A Fantástica Fábrica de Refrigerantes" | Juliano Enrico, Daniel Furlan & Arnaldo Branco            | Israel Oliveira                      | 28 de novembro de 2016 |
| Irmão do Jorel e Lara visitam uma misteriosa fábrica que vende refrigerantes de Sprok Maçã, no qual Irmão do Jorel se torna o garoto-propaganda. |                  |                                         |                                                           |                                      |                        |
| 34 | 8                | "Acampamento Brutal"                    | Elena Altheman, Juliano Enrico & Daniel Furlan            | Flávia Güttler                       | 5 de dezembro de 2016  |
| Irmão do Jorel e Lara procuram pelo Pônei Fluffy durante uma noite de acampamento com os seus colegas. |                  |                                         |                                                           |                                      |                        |
| 35 | 9                | "Então é Natal"                         | Juliano Enrico, Caíto Mainier & Daniel Furlan             | Israel Oliveira & Gabriel Franklin   | 12 de dezembro de 2016 |
| Irmão do Jorel consegue uma maravilhosa experiência natalina quando recebe a visita do tio Valtinho, que estava fantasiado de Papai Noel. |                  |                                         |                                                           |                                      |                        |
| 36 | 10               | "A Vida Secreta dos Belezitos"          | Victor Gáspari Canela, Daniel Furlan & Juliano Enrico     | Gabriel Franklin                     | 14 de janeiro de 2017  |
| Irmão do Jorel conhece pequenas criaturas microscópicas conhecidas como Belezitos, localizadas na pele facial do seu irmão, Jorel. |                  |                                         |                                                           |                                      |                        |
| 37 | 11               | "M.C. Juju"                             | Daniel Furlan, Juliano Enrico & Felipe Berlinck           | Israel Oliveira & Robson de Jesus    | 16 de janeiro de 2017  |
| Irmão do Jorel tenta provar para toda a sua familia que Vovó Juju sabe cantar rap, a colocando no programa "Terapia de Família" onde ela entra em uma batalha com o rapper Kássius Kleyton (Emicida). |                  |                                         |                                                           |                                      |                        |
| 38 | 12               | "Embalos de Sábado á Tarde"             | David Benincá, Juliano Enrico & Daniel Furlan             | Lucas Pelegrineti & Israel Oliveira  | 23 de janeiro de 2017  |
| Irmão do Jorel acha que Nico está sendo controlado por alienígenas e ele tenta solucionar este caso estranho. |                  |                                         |                                                           |                                      |                        |
| 39 | 13               | "Sucesso Interplanetário"               | Raul Chequer, Juliano Enrico & Daniel Furlan              | Lucas Pelegrineti                    | 30 de janeiro de 2017  |
| Seu Edson descobre um outro destino para as suas obras cinematográficas: a internet. Enquanto Lara e Irmão do Jorel tentam ajudá-lo, Irmão do Jorel é sequestrado por uma nave de alienígenas, que o levam em direção a um planeta onde ele fica muito famoso pelo sucesso do vídeo "Astronauta da Vovó". |                  |                                         |                                                           |                                      |                        |
| 40 | 14               | "Maquinito, o Robô Amigo"               | Pedro Leite, Juliano Enrico & Daniel Furlan               | Gabriel Franklin & Robson de Jesus   | 10 de julho de 2017    |
| Irmão do Jorel tenta deter Maquinito, um robô psicopata, com a ajuda do Steve Magal de um futuro alternativo. |                  |                                         |                                                           |                                      |                        |
| 41 | 15               | "Sedoso Cream Double Cream"             | Nigel Goodman, Daniel Furlan & Juliano Enrico             | Robson de Jesus                      | 17 de julho de 2017    |
| Irmão do Jorel usa demais um creme para deixar o seu cabelo mais forte e acaba fazendo com que ele ganhe vida e cause danos por toda a cidade. |                  |                                         |                                                           |                                      |                        |
| 42 | 16               | "Shostners Burguer"                     | Marcus Ferraz, Daniel Furlan & Juliano Enrico             | Demian Costa                         | 24 de julho de 2017    |
| Depois de fugir de uma tenebrosa refeição saudável preparada por Danuza, Seu Edson precisa enfrentar as consequências de ter levado o Irmão do Jorel para se alimentar na lanchonete da Shostners Burguer. |                  |                                         |                                                           |                                      |                        |
| 43 | 17               | "Irmão do Nico"                         | Arthur Warren, Daniel Furlan & Juliano Enrico             | Jefferson Bastida                    | 31 de julho de 2017    |
| Nico é descoberto por uma agência especializada em modelos bonitos apenas de costas após se separar da banda dos Cuecas em Chamas. Enquanto isso, Lara e Irmão do Jorel montam uma nova banda com Carlos Felino. |                  |                                         |                                                           |                                      |                        |
| 44 | 18               | "Perdido no Cinema"                     | Luciano Sant'Anna, Daniel Furlan & Juliano Enrico         | David Mussel                         | 7 de agosto de 2017    |
| Quando sua família chega no cinema, Irmão do Jorel é barrado para não assistir um novo filme do Steve Magal por conta de ser inapropriado pra sua idade, então sua única opção é assistir um filme para criancinhas, mas Irmão do Jorel foge e entra dentro de um esconderijo por baixo da sala do cinema, fazendo ele parar no esgoto onde encontra um homem misterioso, que é na verdade seu avô, Edvaldo Rubens, o pai do Seu Edson e ex-marido da Vovó Juju.                                                   |                  |                                         |                                                           |                                      |                        |
| 45 | 19               | "Adelino Adventure Park"                | Felipe Berlinck, Daniel Furlan & Juliano Enrico           | Leandro de Mello                     | 14 de agosto de 2017   |
| Depois que Irmão do Jorel assiste um comercial de chiclete Clack Boom, ele fica angustiado e vai na loja do Seu Adelino para comprar um. Mas quando Irmão do Jorel entra dentro da loja, ele descobre um parque radical secreto, encontrado no estabelecimento do Seu Adelino. |                  |                                         |                                                           |                                      |                        |
| 46 | 20               | "De Volta para o Futuro do Passado"     | Valentina Castello Branco, Daniel Furlan & Juliano Enrico | Giovana Guimarães                    | 21 de agosto de 2017   |
| Irmão do Jorel viaja no tempo para descobrir o que aconteceu com o seu boneco favorito do Steve Magal, mas como seu pai disse, viajar pelo tempo pode ter várias consequências. |                  |                                         |                                                           |                                      |                        |
| 47 | 21               | "Recreio Brutal"                        | Pedro Leite, Daniel Furlan & Juliano Enrico               | Gabriel Franklin                     | 28 de agosto de 2017   |
| Irmão do Jorel cria uma grande aventura para o Steve Magal na hora do recreio com os seus amigos da escola. |                  |                                         |                                                           |                                      |                        |
| 48 | 22               | "Em Busca de Liberdade"                 | Valentina Castello Branco, Daniel Furlan & Juliano Enrico | Gabriel Franklin & Lucas Pelegrineti | 4 de setembro de 2017  |
| Irmão do Jorel viaja de carro pela estrada ao lado de suas avós enquanto estão sendo perseguidos pela polícia e isso pode ser bem perigoso. |                  |                                         |                                                           |                                      |                        |
| 49 | 23               | "Inimigo Imaginário"                    | Arnaldo Branco, Daniel Furlan & Juliano Enrico            | André Rodrigues & William Lages      | 11 de setembro de 2017 |
| Quando Irmão do Jorel senta no fundo da sala de aula da sua escola, ele pensa em um menino imaginário que apenas dava maus exemplos para ele. |                  |                                         |                                                           |                                      |                        |
| 50 | 24               | "Elefante de Porcelana"                 | Zé Brandão, Daniel Furlan & Juliano Enrico                | André Rodrigues & William Lages      | 18 de setembro de 2017 |
| Durante o trabalho em dupla que Professora Adelaide pediu no feriado escolar, Lara faz uma grande revelação que choca Irmão do Jorel. |                  |                                         |                                                           |                                      |                        |
| 51 | 25               | "Dormindo Acordado Dormindo"            | David Benincá, Juliano Enrico & Daniel Furlan             | Lucas Pelegrineti & Gabriel Franklin | 25 de setembro de 2017 |
| Enquanto tenta assistir ao momento exato em que a noite vira dia, Irmão do Jorel não sabe mais se está acordado dormindo ou dormindo acordado. |                  |                                         |                                                           |                                      |                        |
| 52 | 26               | "Eject Especial"                        | Caito Mainier, Daniel Furlan & Juliano Enrico             | Raoni Marqs                          | 2 de outubro de 2017   |
| Para tirar sua tristeza, Irmão do Jorel quer gravar o último episódio da sua série favorita "Microwave Warriors", mas para tirar uma fita que estava no videocassete do aparelho de DVD da Vovó Gigi, é preciso apertar o botão "Eject", mas quando o botão não funciona, Irmão do Jorel aperta o botão Eject Especial e tudo que foi gravado na fita, acaba sendo transportado para a realidade. |                  |                                         |                                                           |                                      |                        |

### 3ª Temporada (2018-2019)
Em 25 de maio de 2017, a série foi renovada para uma terceira temporada com estreia confirmada para 16 de julho de 2018.
| Episódio (série) | Episódio (temp.) | Título                                       | Escrito por                                               | Storyboards por                                               | Exibição original   |
| --- | ---------------- | -------------------------------------------- | --------------------------------------------------------- | ------------------------------------------------------------- | ------------------- |
| 53 | 1                | "Jardim da Pesada"                           | Nigel Goodman, Daniel Furlan & Juliano Enrico             | Lucas Pelegrineti & Vini Wolf                                 | 16 de julho de 2018 |
| Irmão do Jorel tenta acabar com uma rivalidade entre frutas e legumes através de uma batalha de rap com o tomate (Criolo). |                  |                                              |                                                           |                                                               |                     |
| 54 | 2                | "Irmãozinho do Jorel"                        | Raul Chequer, Daniel Furlan & Juliano Enrico              | Gabriel Franklin & Lucas Pelegrineti                          | 16 de julho de 2018 |
| Irmão do Jorel relembra o primeiro dia em que ele conheceu a Lara. |                  |                                              |                                                           |                                                               |                     |
| 55 | 3                | "Dono de Casa"                               | Arnaldo Branco, Daniel Furlan & Juliano Enrico            | Gabriel Franklin & Vini Wolf                                  | 17 de julho de 2018 |
| Irmão do Jorel fica responsável pela casa por um único dia, e acidentalmente, quebra a televisão da Vovó Gigi. |                  |                                              |                                                           |                                                               |                     |
| 56 | 4                | "Ed Show"                                    | Pedro Leite, Daniel Furlan & Juliano Enrico               | Ivanildo Soares & Lucas Pelegrineti                           | 18 de julho de 2018 |
| Irmão do Jorel ajuda o seu pai na produção de seu novo reality show. |                  |                                              |                                                           |                                                               |                     |
| 57 | 5                | "A Pipa Ideal"                               | Caito Mainier, Daniel Furlan & Juliano Enrico             | Gabriel Franklin & Vini Wolf                                  | 19 de julho de 2018 |
| Irmão do Jorel empina sua primeira pipa durante um dia de praia. |                  |                                              |                                                           |                                                               |                     |
| 58 | 6                | "O Mais Doidão da Escola"                    | Raul Chequer, Daniel Furlan & Juliano Enrico              | Lucas Pelegrineti                                             | 23 de julho de 2018 |
| Na volta às aulas, Irmão do Jorel enfrenta Billy Doidão durante uma disputa pelo título de O Mais Doidão da Escola. |                  |                                              |                                                           |                                                               |                     |
| 59 | 7                | "Vovó Me Leva pra Aula"                      | Elena Altheman, Daniel Furlan & Juliano Enrico            | Gabriel Franklin & Lucas Pelegrineti                          | 24 de julho de 2018 |
| Irmão do Jorel se perde da Vovó Juju durante um passeio de ônibus para a escola e ele precisa reencontrá-la. |                  |                                              |                                                           |                                                               |                     |
| 60 | 8                | "Soluço Eterno"                              | David Benincá, Daniel Furlan & Juliano Enrico             | Guto BR & Isla Garcia                                         | 25 de julho de 2018 |
| Irmão do Jorel tenta se livrar dos seus soluços e ele só pode conseguir isso com a ajuda de um oráculo. |                  |                                              |                                                           |                                                               |                     |
| 61 | 9                | "Seja Brócolis!"                             | Felipe Berlinck, Daniel Furlan & Juliano Enrico           | Gabriel Franklin & Lucas Pelegrineti                          | 26 de julho de 2018 |
| Irmão do Jorel fica completamente confuso depois que ele ganha o papel de "brócolis" na peça teatral da sua escola, obrigando Seu Edson inspirá-lo a se comportar como uma verdura. |                  |                                              |                                                           |                                                               |                     |
| 62 | 10               | "Shostners Cable"                            | Gustavo Suziki, Daniel Furlan & Juliano Enrico            | Leonardo Amaral, Lucas Pelegrineti & Heitor Pinheiro da Costa | 30 de julho de 2018 |
| Irmão do Jorel usa o controle remoto da Vovó Gigi para assistir todos os canais de TV ao mesmo tempo até chegar no infinito. |                  |                                              |                                                           |                                                               |                     |
| 63 | 11               | "Enquanto Isso, no Japão"                    | Valentina Castello Branco, Daniel Furlan & Juliano Enrico | Raoni Marqs                                                   | 31 de julho de 2018 |
| Neste episódio concentrado na Lara, ela faz amizade com um gato falante chamado Yuki na cidade japonesa e ela resolve ajudá-lo a encontrar sua família de novo. |                  |                                              |                                                           |                                                               |                     |
| 64 | 12               | "Cine Horrível"                              | Leandro Ramos, Daniel Furlan & Juliano Enrico             | Guto BR & Che Marcheti                                        | 1 de agosto de 2018 |
| Irmão do Jorel assiste a um filme de terror durante sua visita na casa do William Shostners. |                  |                                              |                                                           |                                                               |                     |
| 65 | 13               | "Zazázila"                                   | Nigel Goodman, Daniel Furlan & Juliano Enrico             | Lucas Pelegrineti & Raoni Marqs                               | 2 de agosto de 2018 |
| Após Irmão do Jorel deixar seu trabalho de redação ser comido pela Zazá, ele compra uma pílula que acaba a fazendo crescer. Irmão do Jorel aproveita a oportunidade e entra no corpo de Zazá para recuperar seu trabalho, mas para sua surpresa, ele reencontra Lara acompanhada do gato falante Yuki.               |                  |                                              |                                                           |                                                               |                     |
| 66 | 14               | "Jornal do Quintal Urgente"                  | Juliano Enrico & Daniel Furlan                            | Gabriel Franklin & Dafa Ribs                                  | 1 de abril de 2019  |
| Irmão do Jorel faz uma nova reportagem jornalística com a ajuda dos seus colegas. |                  |                                              |                                                           |                                                               |                     |
| 67 | 15               | "A Vida é Muito Curta pra Gostar de Futebol" | Pedro Leite, Daniel Furlan & Juliano Enrico               | Lucas Pelegrineti & Rafa Ribs                                 | 8 de abril de 2019  |
| Irmão do Jorel aprende a jogar futebol, enquanto dança. |                  |                                              |                                                           |                                                               |                     |
| 68 | 16               | "Carnaval a Qualquer Momento"                | Pedro Leite, Daniel Furlan & Juliano Enrico               | Marília Feldhues & José Pistilli                              | 15 de abril de 2019 |
| Depois que as datas comemorativas de vários países acabam coincidindo por causa da mudança geográfica da Terra, cabe ao Irmão do Jorel e seus amigos impedirem o carnaval de perder a existência. |                  |                                              |                                                           |                                                               |                     |
| 69 | 17               | "Steve Vs. Sidney"                           | Pedro Leite, Daniel Furlan & Juliano Enrico               | Rafa Ribs                                                     | 22 de abril de 2019 |
| Durante uma visita ao set do novo filme de Steve Magal, Irmão do Jorel descobre que tudo não se passava de uma grande mentira. |                  |                                              |                                                           |                                                               |                     |
| 70 | 18               | "Meu Amigo Vicente"                          | David Benincá, Daniel Furlan & Juliano Enrico             | Vini Wolf                                                     | 29 de abril de 2019 |
| Quando Irmão do Jorel fica com nota baixa na aula de educação artística, Seu Edson decide apresentá-lo à maior enciclopédia do mundo no envolvimento das aulas particulares. |                  |                                              |                                                           |                                                               |                     |
| 71 | 19               | "Revolução das Coisas"                       | Arnaldo Branco, Daniel Furlan & Juliano Enrico            | André Rodrigues & Guto BR                                     | 6 de maio de 2019   |
| Os eletrodomésticos causam a maior revolta dentro da casa de Irmão do Jorel. |                  |                                              |                                                           |                                                               |                     |
| 72 | 20               | "O Clã das Sandálias Voadoras"               | Elena Altheman, Daniel Furlan & Juliano Enrico            | Raoni Marqs                                                   | 13 de maio de 2019  |
| Vovó Gigi leva Irmão do Jorel numa aventura secreta para encontrar o pedaço que completa o seu elefante de porcelana, o qual foi trazido pela Lara no Japão. |                  |                                              |                                                           |                                                               |                     |
| 73 | 21               | "A Última Vídeo Locadora do Mundo"           | Zé Brandão, Daniel Furlan & Juliano Enrico                | Alisson Ricardo & Rafa Ribs                                   | 20 de maio de 2019  |
| Irmão do Jorel e Lara procuram pela última vídeo locadora contendo os melhores filmes do Steve Magal, que poderá distrair a Vovó Gigi da Shostners Cable. |                  |                                              |                                                           |                                                               |                     |
| 74 | 22               | "O High Five Perdido"                        | David Benincá, Daniel Furlan & Juliano Enrico             | Guto BR & Che Marcheti                                        | 27 de maio de 2019  |
| Irmão do Jorel e Lara procuram sobre a opinião do Oráculo para descobrir a razão de Nico ter sido inexplicavelmente congelado numa única posição. |                  |                                              |                                                           |                                                               |                     |
| 75 | 23               | "Pombo Boy"                                  | Leandro Ramos, Daniel Furlan & Juliano Enrico             | Rafa Ribs                                                     | 3 de junho de 2019  |
| Quando todos os grandes heróis, incluindo Steve Magal, são raptados pelo Klong para servirem de gladiadores numa arena de entretenimento interplanetária que consiste em batalhar até a morte, caberá ao Irmão do Jorel salvar o dia com as suas habilidades e poderes de "pombo" concedidos pelo Mendigo dos Mares. |                  |                                              |                                                           |                                                               |                     |
| 76 | 24               | "Hashtag Art"                                | Raul Chequer, Daniel Furlan & Juliano Enrico              | Heitor Pinheiro da Costa                                      | 10 de junho de 2019 |
| Após Irmão do Jorel ter sido injustamente acusado de pichar o banheiro da escola pela diretora Lola, Seu Edson decide levá-lo a um museu para explorar a verdadeira história da arte. |                  |                                              |                                                           |                                                               |                     |
| 77 | 25               | "Curtição Sem Limites"                       | Raul Chequer, Daniel Furlan & Juliano Enrico              | Alisson Ricardo & Dazy Teodoro                                | 24 de junho de 2019 |
| Seu Edson decide que quer ser feliz, e com a ajuda de Irmão do Jorel, ele curte a vida em um mundo unido e sem fronteiras. |                  |                                              |                                                           |                                                               |                     |
| 78 | 26               | "Rock 'n' Sprok"                             | David Benincá, Daniel Furlan & Juliano Enrico             | Lucas Pelegrineti                                             | 17 de junho de 2019 |
| Durante a participação de Irmão do Jorel e sua família no show da marca Sprok, Seu Edson e Irmão do Jorel precisam criar coragem imediata para dizer ao público todas as suas revelações. |                  |                                              |                                                           |                                                               |                     |

### 4ª Temporada (2021-2022)
No dia 9 de julho de 2018, antes mesmo da estreia da terceira temporada, a série foi renovada para uma quarta temporada, estreada no dia 2 de abril de 2021.
| Episódio (série) | Episódio (temp.) | Título                                  | Escrito por                                               | Storyboards por                                                          | Exibição original     |
| --- | ---------------- | --------------------------------------- | --------------------------------------------------------- | ------------------------------------------------------------------------ | --------------------- |
| 79 | 1                | "Em Busca do Edson Perdido"             | Raoni Marqs, Daniel Furlan & Juliano Enrico               | Raoni Marqs                                                              | 2 de abril de 2021    |
| Irmão do Jorel e Lara buscam pistas que levam ao misterioso paradeiro do Seu Edson. |                  |                                         |                                                           |                                                                          |                       |
| 80 | 2                | "Apenas Felino"                         | Arnaldo Branco, Daniel Furlan & Juliano Enrico            | Raoni Marqs                                                              | 7 de abril de 2021    |
| Carlos Felino assina um contrato com a Shostners Records para fazer carreira solo musical. |                  |                                         |                                                           |                                                                          |                       |
| 81 | 3                | "O Maior Videoclipe de Todos os Tempos" | Juliano Enrico, Daniel Furlan & Lucas Pelegrineti         | Israel Oliveira dos Santos & Lucas Pelegrineti (supervisor)              | 14 de abril de 2021   |
| Irmão do Jorel participa da gravação do "maior videoclipe de todos os tempos" da banda Cuecas em Chamas. |                  |                                         |                                                           |                                                                          |                       |
| 82 | 4                | "Danuza Vai à Luta"                     | Valentina Castello Branco, Daniel Furlan & Juliano Enrico | Gabriel Franklin                                                         | 21 de abril de 2021   |
| Danuza entra num clube de luta livre clandestino no qual ela irá enfrentar o apoteótico Homem-Galinha. Para salvar o seu clube secreto, Danuza (disfarçada como "Mulher-Natureza") precisará da ajuda de Irmão do Jorel e Lara. |                  |                                         |                                                           |                                                                          |                       |
| 83 | 5                | "Ladrãozinho de Shopping"               | Arnaldo Branco, Juliano Enrico & Daniel Furlan            | André Rodrigues & Lucas Pelegrineti (supervisor)                         | 28 de abril de 2021   |
| Lara ajuda Irmão do Jorel na troca dos presentes de aniversário que ele não gostou no Shostners Shopping. |                  |                                         |                                                           |                                                                          |                       |
| 84 | 6                | "Primo do Jorel"                        | Caito Mainier, Daniel Furlan & Juliano Enrico             | Gabriel Franklyn, Vini Wolf & Lucas Pelegrineti (supervisor)             | 5 de maio de 2021     |
| Irmão do Jorel e sua família visitam os familiares do primo do Jorel. |                  |                                         |                                                           |                                                                          |                       |
| 85 | 7                | "Não Diga Não Para Meu Sonho"           | Nigel Goodman, Daniel Furlan & Juliano Enrico             | Che Marcheti, Guto BR & Lucas Pelegrineti (supervisor)                   | 12 de maio de 2021    |
| Irmão do Jorel e Lara gravam uma música que concientizará as pessoas à cuidarem melhor do meio ambiente. |                  |                                         |                                                           |                                                                          |                       |
| 86 | 8                | "Fortificante Mendonça"                 | Valentina Castello Branco, Daniel Furlan e Juliano Enrico | Israel Oliveira dos Santos & Lucas Pelegrineti (supervisor)              | 19 de maio de 2021    |
| Após comer o banquete de cebolas para não tomar um viscioso fortificante, Irmão do Jorel é visitado por Perdigoto que decide torná-lo o novo garoto propaganda do produto.                                                      |                  |                                         |                                                           |                                                                          |                       |
| 87 | 9                | "Menino Ferido"                         | Valentina Castello Branco, Daniel Furlan e Juliano Enrico | Heitor Pinheiro da Costa, José Pistilli & Lucas Pelegrineti (supervisor) | 26 de maio de 2021    |
| Durante o café da manhã, um acidente cometido por Zazá faz com que Irmão do Jorel seja levado para a escola com o nariz machucado.                                                                                              |                  |                                         |                                                           |                                                                          |                       |
| 88 | 10               | "Shostners Games"                       | Nigel Goodman, Daniel Furlan & Juliano Enrico             | Bruno Guerreiro & Lucas Pelegrineti (supervisor)                         | 2 de junho de 2021    |
| Irmão do Jorel e sua família visitam o maior fliperama de todos. |                  |                                         |                                                           |                                                                          |                       |
| 89 | 11               | "Vote em Mim!"                          | Arnaldo Branco, Daniel Furlan & Juliano Enrico            | Érica Nagai, Rafa Ribs & Lucas Pelegrineti (supervisor)                  | 9 de junho de 2021    |
| Irmão do Jorel decide concorrer à presidência na escola, com Billy Doidão de vice e Lara como marqueteira. |                  |                                         |                                                           |                                                                          |                       |
| 90 | 12               | "Colecionador do Futuro"                | Nigel Goodman, Daniel Furlan & Juliano Enrico             | Raoni Marqs & Lucas Pelegrineti (supervisor)                             | 16 de junho de 2021   |
| Irmão do Jorel e Lara viajam pelos portais do tempo da Última Vídeolocadora do Mundo com o objetivo de encontrar a versão idosa do Irmão do Jorel.                                                                              |                  |                                         |                                                           |                                                                          |                       |
| 91 | 13               | "Gesonel Detetive do Tempo"             | Felipe Berlinck, Daniel Furlan & Juliano Enrico           | Gabriel Franklyn & Lucas Pelegrineti (supervisor)                        | 23 de junho de 2021   |
| Gesonel, Lara e Irmão do Jorel investigam um viajante do tempo que está bagunçando a linha temporal. |                  |                                         |                                                           |                                                                          |                       |
| 92 | 14               | "In English, Please!"                   | Allan Sieber, Daniel Furlan & Juliano Enrico              | Gabriel de Moura, Leonardo Siqueira & Lucas Pelegrineti (supervisor)     | 24 de janeiro de 2022 |
| Irmão do Jorel se matricula nas aulas de inglês para entender os diálogos do novo filme do Steve Magal. |                  |                                         |                                                           |                                                                          |                       |
| 93 | 15               | "Judoca Kid II"                         | Nigel Goodman, Daniel Furlan & Juliano Enrico             | Heitor Pinheiro da Costa & Lucas Pelegrineti (supervisor)                | 24 de janeiro de 2022 |
| Irmão do Jorel conhece um dos trabalhos mais importantes da Vovó Gigi como atriz: o filme Judoca Kid II: O Garoto Judoca. |                  |                                         |                                                           |                                                                          |                       |
| 94 | 16               | "Comitê dos Patos"                      | Lucas Pelegrineti, Daniel Furlan & Juliano Enrico         | Lucas Pelegrineti (supervisor)                                           | 24 de janeiro de 2022 |
| Após descobrir que Gesonel foi raptado e levado a julgamento por Klong no Comitê Intergaláctico dos Patos, Irmão do Jorel, Fabrício e Danúbio precisam revelar sua inocência.                                                   |                  |                                         |                                                           |                                                                          |                       |
| 95 | 17               | "Dente de Leite de Vampiro"             | Arnaldo Branco, Daniel Furlan & Juliano Enrico            | Mariana Yovanovich, Thaly Tamura & Lucas Pelegrineti (supervisor)        | 25 de janeiro de 2022 |
| Irmão do Jorel se junta a Billy Doidão e sua gangue à espalhar o caos enquanto ele ainda não perde o seu último dente de leite.                                                                                                 |                  |                                         |                                                           |                                                                          |                       |
| 96 | 18               | "Vidinha Show de Bola"                  | Elena Altheman, Daniel Furlan & Juliano Enrico            | Érica Nagai, Raoni Marqs & Lucas Pelegrineti (supervisor)                | 25 de janeiro de 2022 |
| Na esperança de conseguir pagar uma dívida com Seu Adelino, Irmão do Jorel procura um trabalho. |                  |                                         |                                                           |                                                                          |                       |
| 97 | 19               | "A Revanche de Kleyton"                 | Daniel Furlan, Juliano Enrico & Zé Brandão                | Bruno de Carvalho, Thais de Souza Lima & Lucas Pelegrineti (supervisor)  | 25 de janeiro de 2022 |
| Quando o rapper Kássius Kleyton (Emicida) se torna o garoto-propaganda da nova marca de refrigerantes Sprok, ele convida Irmão do Jorel e Vovó Juju para uma esperada revanche.                                                 |                  |                                         |                                                           |                                                                          |                       |
| 98 | 20               | "Jorginhous and Dragons"                | Raoni Marqs, Daniel Furlan & Juliano Enrico               | Raoni Marqs & Lucas Pelegrineti (supervisor)                             | 26 de janeiro de 2022 |
| Irmão do Jorel e sua família se distraem com um jogo de RPG após a grande notícia da Fábrica de Sprok: refrigerante grátis. |                  |                                         |                                                           |                                                                          |                       |
| 99 | 21               | "Sprokalipse Show"                      | Raul Chequer, Daniel Furlan & Juliano Enrico              | Bruno de Carvalho, Thais de Souza Lima & Lucas Pelegrineti (supervisor)  | 26 de janeiro de 2022 |
| Irmão do Jorel, Lara e Mendigo dos Mares fazem uma jornada e descobrem um paraíso com várias garrafinhas de água mineral. |                  |                                         |                                                           |                                                                          |                       |
| 100 | 22               | "Centésimo Episódio"                    | David Benincá, Daniel Furlan & Juliano Enrico             | Carolina Reis, Raoni Marqs & Lucas Pelegrineti (supervisor)              | 26 de janeiro de 2022 |
| Irmão do Jorel e Lara conhecem a Edzone, um lugar onde todos podem escrever a própria história. |                  |                                         |                                                           |                                                                          |                       |
| 101 | 23               | "O Ursinho na Casca de Noz"             | Leandro Ramos, Daniel Furlan & Juliano Enrico             | Leonardo Siqueira & Lucas Pelegrineti (supervisor)                       | 27 de janeiro de 2022 |
| Irmão do Jorel ajuda Seu Edson a reaparecer no papel do filhote de urso que morava em uma casquinha de noz. |                  |                                         |                                                           |                                                                          |                       |
| 102 | 24               | "O Rapto das Cores"                     | Daniel Furlan & Juliano Enrico                            | Benjamin P. Carow, Bruno de Carvalho & Lucas Pelegrineti (supervisor)    | 27 de janeiro de 2022 |
| Quando o Palhaço Cosquinha desaparece com todas as cores do mundo, apenas Irmão do Jorel e Lara podem recuperá-las. |                  |                                         |                                                           |                                                                          |                       |
| 103 | 25               | "Juju e o Pé de Abacate"                | Elena Altheman, Daniel Furlan & Juliano Enrico            | Mariana Yovanovich & Lucas Pelegrineti (supervisor)                      | 27 de janeiro de 2022 |
| Uma lágrima de Irmão do Jorel faz um pé de abacate que havia sido plantado no quintal pela Vovó Juju crescer, levando os dois numa aventura para descobrir a que fim levou Tosh, o cachorro da família.                         |                  |                                         |                                                           |                                                                          |                       |
| 104 | 26               | "Pôneimorfose"                          | Juliano Enrico & Daniel Furlan                            | Raoni Marqs & Lucas Pelegrineti (supervisor)                             | 27 de janeiro de 2022 |
| Irmão do Jorel vira um pônei cor-de-rosa no dia de seu repetitivo aniversário de 8 anos de idade, e desesperadamente, procura as respostas sobre esta inesperada transformação.                                                 |                  |                                         |                                                           |                                                                          |                       |

### 5ª Temporada (2024-2025)
Uma quinta temporada da série foi anunciada no dia 8 de dezembro de 2022. A temporada estreou dia 18 de outubro de 2024 no serviço de streaming da Max e no dia 21 de outubro de 2024 no Cartoon Network (Brasil).
| Episódio (série) | Episódio (temp.) | Título                                       | Escrito por                                  | Storyboards por                                                                    | Exibição original       |
| --- | ---------------- | -------------------------------------------- | -------------------------------------------- | ---------------------------------------------------------------------------------- | ----------------------- |
| 105 | 1                | "Jurassic Pet"                               | Lucas Pelegrineti & Juliano Enrico           | Júlia Albertin                                                                     | 18 de outubro de 2024   |
| Vovó Juju leva Irmão do Jorel a uma feira para escolher um novo bichinho de estimação. |                  |                                              |                                              |                                                                                    |                         |
| 106 | 2                | "Minha Melhor Melhor Amiga"                  | Juliano Enrico                               | Shuggie Laufquen, Thais Lima & Lucas Pelegrineti (supervisor)                      | 18 de outubro de 2024   |
| Apesar de finalmente entrar na pré-adolescência, Irmão do Jorel sente que continua o mesmo. Ele percebe que todos ao redor mudaram, principalmente a Lara, que arrumou uma nova melhor amiga.                                                                                              |                  |                                              |                                              |                                                                                    |                         |
| 107 | 3                | "Menino Sereio"                              | Lucas Pelegrineti & Juliano Enrico           | Júlia Albertin                                                                     | 18 de outubro de 2024   |
| Após ser mordido por um peixe que morava dentro de um filtro de barro, Irmão do Jorel se transforma em um menino sereio e vira atração de um parque aquático. |                  |                                              |                                              |                                                                                    |                         |
| 108 | 4                | "Liberdade Não é Bagunça"                    | Nigel Goodman & Juliano Enrico               | Frederico Infurna & Lucas Pelegrineti (supervisor)                                 | 18 de outubro de 2024   |
| Irmão do Jorel acidentalmente inicia um grande movimento na escola proporcionado pelo caloroso desejo de ficar descalço em sala de aula. |                  |                                              |                                              |                                                                                    |                         |
| 109 | 5                | "Escola de Idosos"                           | Valentina Castello Branco & Juliano Enrico   | Júlia Albertin & Lucas Pelegrineti (supervisor)                                    | 18 de outubro de 2024   |
| A partir de agora, todos os idosos são obrigados a frequentar novamente a escola. Vovó Gigi se enturma com senhorinhas mais populares e Vovó Juju faz amizade com Dona Lurdinha, que também curte jardinagem e rap.                                                                        |                  |                                              |                                              |                                                                                    |                         |
| 110 | 6                | "Shostners em Crise"                         | Lucas Pelegrineti & Juliano Enrico           | Júlia Albertin                                                                     | 18 de outubro de 2024   |
| Dra. Suzana demite vários executivos de uma só vez, o que gera um problema grave: os executivos desesperados pelas ruas afetam a motivação e produtividade. |                  |                                              |                                              |                                                                                    |                         |
| 111 | 7                | "Procura-se Suzana Desesperadamente"         | Daniel Furlan & Juliano Enrico               | Frederico Infurna, Louis Poague & Lucas Pelegrineti (supervisor)                   | 18 de outubro de 2024   |
| Dra. Suzana é demitida da Shostners & Shostners e se vê obrigada a enfrentar o mundo em busca de autoconhecimento tendo apenas uma limusine infinita e Yuki como companhia. |                  |                                              |                                              |                                                                                    |                         |
| 112 | 8                | "Dr. Cabelinho"                              | Arnaldo Branco & Juliano Enrico              | Frederico Infurna & Lucas Pelegrineti (supervisor)                                 | 18 de outubro de 2024   |
| Carlos Felino fica calvo e desesperado. Com o apoio de Irmão do Jorel, ele busca a ajuda de um médico misterioso, o Dr. Cabelinho. |                  |                                              |                                              |                                                                                    |                         |
| 113 | 9                | "Gugudadaismo"                               | Lucas Pelegrineti & Juliano Enrico           | Júlia Albertin                                                                     | 18 de outubro de 2024   |
| Giordano Jordi abandona a vida de um bebê mafioso e lidera um movimento artístico feito por Inteligência Artificial. |                  |                                              |                                              |                                                                                    |                         |
| 114 | 10               | "Parceira da Mamãe"                          | Nigel Goodman & Juliano Enrico               | Júlia Albertin & Lucas Pelegrineti (supervisor)                                    | 18 de outubro de 2024   |
| Irmão do Jorel descobre que a maior heroína de filmes de ação do momento, Mary Magal, a prima do Steve Magal, é parceira da sua mãe. Ele é convocado pra ser o primeiro atleta da academia de ginástica artística que as duas montam juntas.                                               |                  |                                              |                                              |                                                                                    |                         |
| 115 | 11               | "No Irmão do Jorelverso"                     | Daniel Furlan & Juliano Enrico               | Shuggie Laufquen, Thais Lima, Frederico Infurna & Lucas Pelegrineti (supervisor)   | 18 de outubro de 2024   |
| Irmão do Jorel completa 10 anos e descobre o seu próprio multiverso. |                  |                                              |                                              |                                                                                    |                         |
| 116 | 12               | "Meme TV"                                    | Daniel Furlan & Juliano Enrico               | Júlia Albertin & Lucas Pelegrineti (supervisor)                                    | 14 de fevereiro de 2025 |
| Nico se torna apresentador da Meme TV, única emissora que funciona em TVs verticais com programas de apenas 3 segundos de duração. - Participação especial: Cazé Peçanha como Greg Menegueli e MariMoon como Xarlene                                                                       |                  |                                              |                                              |                                                                                    |                         |
| 117 | 13               | "Jorelovers Forever"                         | Felipe Berlinck & Juliano Enrico             | Dan Yelez, Leah Garcia, Frederico Infurna & Lucas Pelegrineti (supervisor)         | 14 de fevereiro de 2025 |
| Os Lateenagers e Greg Menegueli (Cazé Peçanha) capturam Jorel para substituir um de seus membros. Catiane consegue identificar um pedido de socorro no olhar de Jorel e aciona uma equipe de resgate. - Participação especial: MariMoon como Xarlene e Boom Boom Kid como Jorel (cantando) |                  |                                              |                                              |                                                                                    |                         |
| 118 | 14               | "Bariloche Monumental"                       | André Dahmer, Daniel Furlan & Juliano Enrico | Rodrigo Gomes, Ícaro Cruz & Lucas Pelegrineti (supervisor)                         | 14 de fevereiro de 2025 |
| Vovó Gigi, Vovó Juju e Irmão do Jorel viajam de férias para Bariloche, mas tem um problema: Irmão do Jorel não conseguirá esquiar pelo fato de ter pés chatos. |                  |                                              |                                              |                                                                                    |                         |
| 119 | 15               | "Sonâmbulo Maneiro"                          | Arnaldo Branco & Juliano Enrico              | Heitor Pinheiro, Ícaro Cruz & Lucas Pelegrineti (supervisor)                       | 14 de fevereiro de 2025 |
| Irmão do Jorel descobre que, durante a noite, Nico torna-se um sonâmbulo que veste roupas descoladas e sai para dançar. Seguindo Nico, ele descobre o Baile charme, o lugar mais maneiro da cidade. - Participação especial: João Pimenta como Sr. Adelino Jr.                             |                  |                                              |                                              |                                                                                    |                         |
| 120 | 16               | "Guerra de Comida nas Estrelas"              | Raul Chequer & Juliano Enrico                | Júlia Albertin, Louis Poague & Lucas Pelegrineti (supervisor)                      | 14 de fevereiro de 2025 |
| Irmão do Jorel e Lara voam para o espaço com Gesonel em sua nave-pato. A missão deles é interceptar Klong e sua nave-pirata cheia de produtos falsificados para serem comercializados na Terra.                                                                                            |                  |                                              |                                              |                                                                                    |                         |
| 121 | 17               | "Internet Total Detox"                       | Léo Brasil & Juliano Enrico                  | Ivanildo Soares, Frederico Infurna & Lucas Pelegrineti (supervisor)                | 14 de fevereiro de 2025 |
| É aniversário do Fabinho, o primo do Irmão do Jorel e Dona Danuza fica incomodada com as crianças grudadas nos celulares. Elas se vêem obrigadas a interagirem com brinquedos e descobrem um antigo carrinho de rolimã do Tio Pepeu.                                                       |                  |                                              |                                              |                                                                                    |                         |
| 122 | 18               | "Rádio Penico"                               | Zé Brandão & Juliano Enrico                  | Rodrigo Gomes, Ícaro Cruz & Lucas Pelegrineti (supervisor)                         | 16 de maio de 2025      |
| Irmão do Jorel e Seu Edson criam um podcast no banheiro. |                  |                                              |                                              |                                                                                    |                         |
| 123 | 19               | "Cavalo Robson"                              | Elena Altheman & Juliano Enrico              | Louis Poague & Lucas Pelegrineti (supervisor)                                      | 16 de maio de 2025      |
| Tio Valtinho aparece na casa do Irmão do Jorel com o únicornio Robson, o ex-funcionário da fábrica de refrigerantes Sprok, e faz uma proposta à família: inscrever Robson em uma corrida de cavalos.                                                                                       |                  |                                              |                                              |                                                                                    |                         |
| 124 | 20               | "O Mundo Maravilhoso dos Objetos Inanimados" | Juliano Enrico                               | Júlia Albertin & Lucas Pelegrineti (supervisor)                                    | 16 de maio de 2025      |
| Em busca do último CD player do mundo, Irmão do Jorel (na forma de pônei) e Irmãozinho do Jorel partem em uma jornada no mundo inanimado. - Participação especial: Falcão como Sr. Girassol                                                                                                |                  |                                              |                                              |                                                                                    |                         |
| 125 | 21               | "Último dos Românticos"                      | Daniel Furlan & Juliano Enrico               | Louis Poague & Lucas Pelegrineti (supervisor)                                      | 16 de maio de 2025      |
| Billy Doidão convence Irmão do Jorel a dar um presente para a Ana Catarina, que coincidentemente, é um tênis mal-cheiroso que Billy encontrou numa prateleira do shopping. |                  |                                              |                                              |                                                                                    |                         |
| 126 | 22               | "Piscina para Todos"                         | Nigel Goodman & Juliano Enrico               | Frederico Infurna & Lucas Pelegrineti (supervisor)                                 | 16 de maio de 2025      |
| Seu Edson resolve construir uma piscina no meio da rua para toda a comunidade. |                  |                                              |                                              |                                                                                    |                         |
| 127 | 23               | "Vovó Juju e a Flor do Cacto Celestial"      | David Benincá & Juliano Enrico               | Dan Yelez, Ícaro Cruz, Rodrigo Gomes, Luah Garcia & Lucas Pelegrineti (supervisor) | 16 de maio de 2025      |
| Seu Edson consegue patrocínio para fazer um filme estrelando Vovó Juju como a atriz principal. Na trama, ela, Irmão do Jorel e Nico viajam para a Amazônia, levando com eles, a flor do cacto que nunca desabrocha. - Participação especial: Fafá de Belém como Fafádi Belém               |                  |                                              |                                              |                                                                                    |                         |

### Especiais (2022-2024)
| # | Título                                            | Escrito por                                                                | Storyboards por                                                  | Exibição original       |
| --- | ------------------------------------------------- | -------------------------------------------------------------------------- | ---------------------------------------------------------------- | ----------------------- |
| 1 | "Irmão do Jorel - Especial Carnaval Bruttal"      | Arnaldo Branco, Raul Chequer & Zé Brandão                                  | José Pistilli, Edgar L. Costa & Érica Nagai                      | 25 de fevereiro de 2022 |
| A família de Irmão do Jorel quase desiste do Carnaval quando a marca de refrigerante Sprok patrocina a festa. Tudo muda após Vovó Juju se perder entre as multidões e agora, eles precisam mergulhar na festa mais popular de todas para unir a família. |                                                   |                                                                            |                                                                  |                         |
| 2 | "Irmão do Jorel Especial de Natal: Irmão do Noel" | Arnaldo Branco, Nigel Goodman & Raul Chequer                               | Edgar L. Costa, Bruno Guerreiro, Leonardo Siqueira & Raoni Marqs | 9 de dezembro de 2022   |
| A família se prepara para a noite de Natal com uma grande ceia, enquanto Carlos Felino procura descobrir o verdadeiro significado do Natal, pois precisa entregar rapidamente uma música natalina em seu novo CD, encomendado pela Shostners & Shostners. Irmão do Jorel e Lara invadem várias celebrações por toda a região e descobrem que alguém está trocando os presentes de Papai Noel por humildes lembrancinhas. |                                                   |                                                                            |                                                                  |                         |
| 3-6 | "Irmão do Jorel: Shostners Show"                  | Raul Chequer & Juliano Enrico (1-3) Lucas Pelegrineti & Juliano Enrico (4) | Lucas Pelegrineti                                                | 22 de setembro de 2024  |
| Para celebrar os 10 anos de Irmão do Jorel, a Shostners & Shostners resolveu preparar um programa comemorativo de ação! Ou aventura! Ou viagem no tempo! Ou um duelo de ginastas! Ou melhor ainda! Um programa sobre a vida de um talentoso garoto de 8 anos. Eles só precisam encontrar esse garoto... |                                                   |                                                                            |                                                                  |                         |

### Minisódios - Curtas (2017-2022)
| # | Título                                            | Escrito por                            | Storyboards por                                                            | Exibição original                                           |
| --- | ------------------------------------------------- | -------------------------------------- | -------------------------------------------------------------------------- | ----------------------------------------------------------- |
| 1 | "Perdigotto Show: Cuecas em Chamas"               | David Benincá                          | Rodrigo Soldado                                                            | 17 de junho de 2017 (online)                                |
| Perdigotto convida a banda de Carlos Felino, "Os Cuecas em Chamas", para fazerem uma entrevista ao vivo em seu programa.                                                                             |                                                   |                                        |                                                                            |                                                             |
| 2 | "Perdigotto Show: Irmão do Jorel"                 | David Benincá                          | Rodrigo Soldado                                                            | 1 de julho de 2017 (online)                                 |
| Perdigotto faz perguntas para Irmão do Jorel. |                                                   |                                        |                                                                            |                                                             |
| 3 | "Perdigotto Show: Edson e Danuza"                 | David Benincá                          | Rodrigo Soldado                                                            | 15 de julho de 2017 (online)                                |
| Perdigotto recebe a presença dos pais do Irmão do Jorel. |                                                   |                                        |                                                                            |                                                             |
| 4 | "Perdigotto Show: Jorelovers Vs Joreletes"        | David Benincá                          | Rodrigo Soldado                                                            | 29 de julho de 2017 (online)                                |
| Quando Vovó Juju fica falando coisas que vem na sua cabeça que não tem nada a ver com o programa, Perdigotto cancela-o e faz brincadeiras somente com Vovó Juju.                                     |                                                   |                                        |                                                                            |                                                             |
| 5 | "Perdigotto Show: Steve Magal"                    | David Benincá                          | Rodrigo Soldado                                                            | 12 de agosto de 2017 (online)                               |
| Perdigotto faz perguntas para Steve Magal. |                                                   |                                        |                                                                            |                                                             |
| 6 | "Perdigotto Show: Executivos"                     | Juliano Enrico & Daniel Furlan         | Juliano Enrico & Lena Franzz                                               | 23 de março de 2019 (online)                                |
| Perdigotto convida os executivos da Shostners & Shostners para uma entrevista exclusiva. |                                                   |                                        |                                                                            |                                                             |
| 7 | "Belezitos: O Musical"                            | Juliano Enrico & Victor Gáspari Canela | Juliano Enrico                                                             | 30 de março de 2019 (online)                                |
| Os belezitos cantam uma música sobre Jorel. |                                                   |                                        |                                                                            |                                                             |
| 8 | "Yuki Show I"                                     | Juliano Enrico & Elena Altheman        | Rodolfo Perissé, Diego Klinkerfus, Tico Bolpas, Filipe Santos & Léo Brasil | 6 de abril de 2019 (online)                                 |
| As aventuras da Lara com o gato falante Yuki se tornam um novo reality-show da Shostners & Shostners.                                                                                                |                                                   |                                        |                                                                            |                                                             |
| 9 | "Yuki Show II"                                    | Juliano Enrico & Elena Altheman        | Rodolfo Perissé, Diego Klinkerfus, Tico Bolpas, Filipe Santos & Léo Brasil | 13 de abril de 2019 (online)                                |
| Yuki revela para Lara que ele possui algumas emoções escondidas. |                                                   |                                        |                                                                            |                                                             |
| 10 | "Yuki Show III"                                   | Juliano Enrico & Elena Altheman        | Rodolfo Perissé, Diego Klinkerfus, Tico Bolpas, Filipe Santos & Léo Brasil | 17 de abril de 2019 (online)                                |
| Durante uma conversa com Lara, Yuki fala sobre o principal assunto dele querer formar uma nova banda de música.                                                                                      |                                                   |                                        |                                                                            |                                                             |
| 11 | "Yuki Show IV"                                    | Juliano Enrico & Elena Altheman        | Rodolfo Perissé, Diego Klinkerfus, Tico Bolpas, Filipe Santos & Léo Brasil | 27 de abril de 2019 (online)                                |
| Durante uma brincadeira de pedra, papel e tesoura entre Lara e Yuki, os executivos da Shostners & Shostners negociam sobre uma nova leva de produtos de Yuki, e alguns conteúdos adicionais da Lara. |                                                   |                                        |                                                                            |                                                             |
| 12 | "The Lara & Yuki Show"                            | Juliano Enrico & Elena Altheman        | Rodolfo Perissé, Diego Klinkerfus, Tico Bolpas, Filipe Santos & Léo Brasil | 24 de junho de 2020 (online)                                |
| Lara e Yuki conhecem uma dupla de japoneses que resolvem treiná-los para a grande arte do ninjutsu.                                                                                                  |                                                   |                                        |                                                                            |                                                             |
| 13 | "The Lara & Yuki Show 2: The Lara Show"           | Juliano Enrico & Elena Altheman        | Rodolfo Perissé, Diego Klinkerfus, Tico Bolpas, Filipe Santos & Léo Brasil | 1 de julho de 2020 (online)                                 |
| Lara e Yuki tentam conseguir "fracasso" no show de talentos patrocinado pela Sprok Maçã. |                                                   |                                        |                                                                            |                                                             |
| 14 | "Edzone"                                          | David Benincá                          | Frederico Infurna                                                          | 2 de abril de 2021 (TV) 13 de abril de 2021 (online)        |
| Seu Edson fica preso na Edzone, um local onde todos são rabiscos e a improvisação comanda todas as palavras e ações.                                                                                 |                                                   |                                        |                                                                            |                                                             |
| 15 | "Pombo Boy pela Honra dos Brinquedos Destroçados" | Pedro M. Vieira                        | Frederico Infurna                                                          | 26 de maio de 2021 (online)                                 |
| Irmão do Jorel (como "Pombo Boy") investiga todos os motivos da misteriosa transformação de Zazá enquanto alguém tenta sabotar sua missão.                                                           |                                                   |                                        |                                                                            |                                                             |
| 16 | "Reginaldo Discos"                                | Léo Brasil                             | Frederico Infurna                                                          | 4 de dezembro de 2021 (online) 24 de janeiro de 2022 (TV)   |
| Enquanto Reginaldo compõe uma nova música para a banda Cueca em Chamas, Irmão do Jorel aprende lições valiosas sobre o heavy-metal e outros estilos musicais inesperados.                            |                                                   |                                        |                                                                            |                                                             |
| 17 | "Trailer Brutal"                                  | Pedro M. Vieira                        | Frederico Infurna                                                          | 25 de janeiro de 2022 (TV) 19 de fevereiro de 2022 (online) |
| Irmão do Jorel conhece a história brutal de Steve Magal. |                                                   |                                        |                                                                            |                                                             |
| 18 | "Banheiro"                                        | Elena Altheman                         | Frederico Infurna                                                          | 8 de maio de 2022 (online)                                  |
| Irmão do Jorel (na forma de pônei) e Irmãozinho do Jorel são ambos transportados para um banheiro misterioso.                                                                                        |                                                   |                                        |                                                                            |                                                             |
| 19 | "Jardim"                                          | Elena Altheman                         | Frederico Infurna & Lucas Pelegrineti                                      | 14 de maio de 2022 (online)                                 |
| Irmão do Jorel (na forma de pônei) e Irmãozinho do Jorel descobrem um jardim muito familiar. |                                                   |                                        |                                                                            |                                                             |